# Viva World Cup
La Viva World Cup va ser un torneig internacional de futbol organitzat per la NF-Board, una associació que agrupava les federacions de futbol no afiliades a la FIFA, i que es va celebrar cinc vegades entre 2006 i 2012.

## Història

### Inicis
El precedent més antic de la Viva World Cup va ser la Copa del Món Alternativa de 1988 de Jordània.

### Inauguració
L'abril de 2005, la NF-Board va anunciar que la República Turca de Xipre del Nord havia estat triada com a seu de la Viva World Cup inaugural, després d'haver acollit amb èxit la Copa del 50è aniversari de la federació turca de futbol de Xipre (KTFF, en turc). La NF-Board preveia que 16 equips hi prendrien part, escollits per sorteig entre tots els seus membres.

### Controvèrsia
A la primavera de 2005, la nova junta de la federació turca de futbol de Xipre (KTFF) estava disposada a fomentar les relacions amb altres nacions. La NF-Board afirmen que el primer ministre de la República Turca de Xipre del Nord, Ferdi Sabit Soyer, va insistir en escollir ell sol quins equips podrien participar i quins no en la primera edició del torneig. Per la seva banda, la KTFF afirmen que la NF-Board va fer sol·licituds econòmiques exagerades per a l'organització del nou torneig.
El resultat d'això va ser que la NF-Board va decidir concedir els drets d'allotjament per al torneig a Occitània. En resposta a axò, la KTFF van anunciar mantindrien el seu propi torneig, la Copa ELF, prevista per al mateix any que la Viva World Cup. A més, alguns membres de la NF-Board van acceptar les invitacions per participar en la Copa ELF.

### Occitània 2006
Occitània va anunciar que el torneig tindria lloc entre els dies 19 i 25 novembre de 2006, amb partits jugats a la rodalia d'Hyères els Palmiers, prop de Toulon. El nombre de participants es va reduir a 8, degut en la baixa dels equips que participarien a la Copa ELF. Per aquest motiu, NF-Board va incloure 6 equips més: Mònaco, els Romanis, Lapònia, Camerun del Sud, Papua Occidental i la selecció amfitriona del torneig, Occitània.
No obstant, amb les baixes de Papua Occidental i Camerun del Sud per assistir a l'Assemblea General de la NF-Board el setembre de 2006, i els problemes logístics dels Romanis per participar en el torneig, la celebració del torneig penjava d'un fil, ja que només quedaven 3 equips per disputar la copa. Al cap d'uns dies el Camerun del Sud es va afegir a la llista de participants, arribant a 4 en total (12 menys dels que inicialment s'esperava), però finalment no van poder participar per problemes de visat.
El torneig es va celebrar igualment, amb tan sols 3 equips, del 20 al 24 de novembre. La selecció de Lapònia va marcar 42 gols en els seus 3 partits, aixecant el primer trofeu de la Viva World Cup, amb un marcador d'escàndol contra Mònaco a la final (21-1). Els enfrontaments contra Camerun del Sud els guanyava l'equip rival per absència dels africans, atorgant-los automàticament els 3 punts i 3 gols a favor (el que en anglès anomenen walkover).

### Lapònia 2008
La segona edició de la Viva World Cup es va celebrar a la ciutat sueca de Gällivare, a Lapònia, del 7 al 13 de juliol de 2008. Els partits es van jugar sota el sol de mitjanit. Inicialment 12 equips havien expressat el seu interès a participar en el torneig masculí. No obstant, només 5 equips hi van participar, i Padània va guanyar el segon trofeu del torneig, en vèncer a la final l'equip dels Arameus per 2-0. L'amfitrió, Lapònia, va acabar en tercer lloc.
El torneig femení tenia només 2 equips, i l'amfitrió, Lapònia, va vèncer el Kurdistan Iraquià.

### Padània 2009
Padània va ser l'amfitrió de l'edició de 2009. El torneig es va celebrar en alguns estadis importants del nord d'Itàlia. Hi van participar 6 equips. La final es va celebrar a Verona el 27 de juny de 2009, i Padània va aconseguir el seu segon trofeu consecutiu, guanyant per 2-0 el Kurdistan Iraquià.

### Gozo 2010
L'illa de Gozo va ser l'amfitriona de la quarta edició de la Viva World Cup, que es va celebrar del 31 de maig al 6 de juny de 2010. Hi van participar 6 equips, com en l'edició anterior. Padània va aconseguir guanyar per tercera vegada consecutiva el torneig, en guanyar altre cop el Kurdistan Iraquià per 1-0.
Pel que fa a l'edició femenina, només 2 equips van participar-hi: Gozo i Padània.

### Kurdistan Iraquià 2012
La cinquena edició de la Viva World Cup es va celebrar del 4 al 9 de juny de 2012 al Kurdistan Iraquià. En aquesta edició hi van participar 9 equips. L'amfitrió va guanyar el campionat en derrotar Xipre del Nord a la final per 2-1.

## Edicions
Aquesta taula mostra els principals resultats de la fase final de cada Viva World Cup.
| 2006 Detalls | Occitània         | Lapònia           | 21–1 | Mònaco            | Occitània | w/o         | Camerun del Sud   | 3 |
| 2008 Detalls | Lapònia           | Padània           | 2-0  | Arameus           | Lapònia   | 3–1         | Kurdistan Iraquià | 5 |
| 2009 Detalls | Padània           | Padània           | 2-0  | Kurdistan Iraquià | Lapònia   | 4-4 (5–4 p) | Provença          | 6 |
| 2010 Detalls | Gozo              | Padània           | 1-0  | Kurdistan Iraquià | Occitània | 2–0         | Dues Sicílies     | 6 |
| 2012 Detalls | Kurdistan Iraquià | Kurdistan Iraquià | 2-1  | Xipre del Nord    | Lapònia   | 7-2         | Zanzíbar          | 9 |

## Palmarès
| Club              | Títols | Subcamp. | Anys dels campionats |
| ----------------- | ------ | -------- | -------------------- |
| Padània           | 3      | 0        | 2008, 2009, 2010     |
| Lapònia           | 1      | 0        | 2006                 |
| Kurdistan Iraquià | 1      | 2        | 2012                 |
| Mònaco            | 0      | 1        |                      |
| Arameus           | 0      | 1        |                      |
| Xipre del Nord    | 0      | 1        |                      |